# Осада Брно (1643)
Осада Брно — осада шведскими войсками генерала Леннарта Торстенсона города Брно. Произошла с 1 по 9 сентября 1643 года. Это была первая осада Брно в тридцатилетнюю войну.

## Ход осады
1 сентября 1643 года шведские войска генерала Леннарта Торстенсона подступили к Брно и встали лагерем на высотах близ Слатины, которые с тех пор стали называть Шведскими шанцами или Шведскими валами. В этот же день передовые отряды разграбили юго-восточную окраину Брно. По приказу коменданта города полковника Иоганна Альбрехта Шенкирха (нем. Johann Albrecht Schönkirch) 4 сентября 1643 года жители города подожгли окраины «У мыта» (чеш. U mýta), будущая улица Маутбрунн, нынешняя Крженова, и «В Йирхаржих», которая позднее стала районом Кожена, ныне это район Трнита).
5 сентября 1643 года, стремясь помешать шведам использовать какую-либо естественную преграду перед стенами города, обороняющиеся подожгли монастырь францисканцев под Петровым холмом. Однако пожар моментально перекинулся на монастырь францисканок Святого Иосифа перед Еврейскими воротами, а затем и на Собор Святых Петра и Павла, уничтожив дом настоятеля, кладбищенскую капеллу, деканат, жилища монахов, дом викария, хоры, библиотеку и архив. Торстенсон переместил шведский лагерь в Забрдовице, прервав атаку на Брно.
7-8 сентября произошло лишь несколько мелких сражений между защитниками Брно и шведскими войсками, а уже на следующий день, 9 сентября 1643 года, шведские войска были отозваны в северную Германию, чтобы атаковать датские войска.
Шведские войска вернулись в окрестности Брно лишь 3 мая 1645 года, и начали вторую осаду Брно.